# Quotenbedingung
Als Quotenbedingung bezeichnet man die Forderung an ein Sitzzuteilungsverfahren, dass die Sitzzahlen jeder Partei um weniger als einen ganzen Sitz vom jeweiligen Idealanspruch abweichen.
Die Quotenbedingung wird von manchen als Anforderung an ein gerechtes Sitzzuteilungsverfahren gesehen. Allerdings weisen nach dem Unmöglichkeitssatz von Balinski und Young alle Verfahren, die die Quotenbedingung erfüllen, das Wählerzuwachsparadoxon auf.